# اقتباس (بديع)
الاقتباس هو أن يضمن الكلام شعرا كان أو نثرا شيئا من القرآن أو الحديث لا على أنه منه كقول الحريري: فلم يكن إلا كلمح البصر أو هو أقرب حتى أنشد فأغرب.
وعلى هذا فلو أسند الكلام المقتبس إلى الله تعالى أو إلى الرسول ﷺ فلا يسمى اقتباسا.